# Fonds monétaire européen
Pour les articles homonymes, voir FME.
Le Fonds monétaire européen correspond à deux projets. Le premier est conçu lors de la création du système monétaire européen (SME), le 13 mars 1979. Il s'agissait de substituer au Fonds européen de coopération monétaire (FECOM), créé en 1973, un nouveau fonds qui mutualiserait les réserves de change des banques centrales des pays membres. Le second est un projet conçu par des économistes du Centre for European Policy Studies, repris par le ministre allemand des Finances Wolfgang Schäuble. Il ambitionne de donner à la zone euro un mécanisme de gestion des crises.

## Projet de Brême
Lors du sommet européen de Brême du 6 juillet 1978, les chefs d'État et de gouvernement de la Communauté économique européenne (CEE) lancent un projet de système monétaire européen, à l'initiative du président de la République française, Valéry Giscard d'Estaing, et du chancelier de la République fédérale d'Allemagne, Helmut Schmidt. Celui-ci entre en vigueur le 13 mars 1979 et crée un mécanisme de change européen, une unité de compte commune – l'European Currencu Unit – et prévoit la création d'un Fonds monétaire européen qui se substituerait au FECOM. Ce fonds, destiné aux banques centrales des pays membres de la CEE, serait « constitué moyennant le dépôt, d'une part d'un montant en or et en dollars (à raison de 20 % des réserves détenues par les banques centrales des États membres) et d'autre part, de monnaies de pays membres pour un montant comparable ». Il devait contribuer au rétrécissement des marges de change entre les monnaies des pays membres, mutualiser les réserves de change des banques centrales et assurer le soutien monétaire à court terme. Il aurait dû entrer en vigueur en 1981, mais n'a jamais vu le jour. De fait, c'est le FECOM qui reçut les attributions du FME, de 1979 à 1994, année de la création de l'Institut monétaire européen.

## Projet britannique de 1991
Lors de la conférence intergouvernementale (CIG) de la CEE sur l'Union économique et monétaire (UEM), consécutive au rapport de la Commission Delors I visant à l'établissement par étapes d'une monnaie unique et d'une Banque centrale européennes, le Royaume-Uni affirma ses réticences à la création d'une monnaie unique. Son chancelier de l'Échiquier, ministre des Finances, Norman Lamont, communiqua le 11 janvier 1991 à Jean-Claude Juncker, qui présidait la CIG, les propositions britanniques quant aux possibles dispositions du traité concernant la création et le statut d’un Fonds monétaire européen chargé d'émettre et gérer une monnaie commune (ou hard ECU). Elles ne furent pas adoptées et le Royaume-Uni obtint, lors des négociations pour le traité de Maastricht de 1992, une option de retrait lui permettant de ne pas participer à l'UEM.

## Projet du Centre for European Policy Studies

### Origine et nature du projet
Dans son Policy Brief no 202 datant de février 2010, le CEPS plaide pour la création d'un Fonds monétaire européen.
Selon les dire des deux auteurs Daniel Gros et Thomas Mayer, la crise de la dette publique grecque de 2010 est le début de la seconde phase de la crise financière mondiale de 2007-2008 : celle de la crise de la dette publique.
Le projet qui vise à la fois à rendre crédible la clause de no bail-out (pas d'assistance financière des autres pays) en incluant un mécanisme de gestion des crises et à sanctionner les comportements de passager clandestin comprend quatre points :
- Un mécanisme financier qui consiste à faire payer les pays qui ne respectent pas le pacte de stabilité : paiement de 1 % par an sur la part de la dette dépassant les 60 % du PIB et sur les déficits dépassant les 3 % du PIB[5].
- Une aide aux pays concernés à des conditions proches de celles du Fonds monétaire international (FMI)[6].
- des mesures coercitives : les fonds d'ajustement structurels pourraient être supprimés  et un pays pourrait être exclu du marché monétaire de la zone euro. Par ailleurs, il existerait un schéma pour gérer les défauts de paiement sur le modèle de ce que prévoit le chapitre 11 aux États-Unis pour les entreprises en difficulté.  Enfin, si un pays ne se soumettait pas aux conditions et refusait de quitter de son propre gré la zone euro, il pourrait y être contraint sur la base de l'article 60 de la Convention de Vienne sur le droit des traités sur les traités internationaux et de l'article 7 du traité de Lisbonne[3].
- Se préparer à un défaut sur la dette d'un pays de la zone euro, envisager des mesures pour y faire face et en minimiser l'impact[3].

### Dotation du fonds
La Banque centrale européenne n’émet pas d’euros : seules les banques centrales nationales ont cette capacité, ce qui explique les risques liés aux dettes souveraines. En février 2009, le Daily Telegraph dévoilait une note confidentielle de l’UE évaluant le total des actifs toxiques des banques européennes à 18 000 milliards d’euros. La création d’un véritable trésor européen capable d’émettre la monnaie et de lever ses propres impôts devient "de facto" indispensable pour éviter la disparition de l’euro.
En mai 2010, les ministres de l’Économie et des Finances ont mis en place un fonds doté de 750 milliards d’euros pour préserver la stabilité de la zone euro : reproduisant le mécanisme d’aide à la balance des paiements pour les états hors zone euro, un fonds de 60 milliards a été créé par la commission européenne et 440 milliards d’euros de Fonds européen de stabilité financière (FESF) par les états membres. 
Ce dispositif a relancé le débat sur la création d’un véritable fonds monétaire européen, souhaité par Wolfgang Schäuble, un débat qui se poursuit à la fois à l'initiative du Parlement européen ou encore à celle de nombreux universitaires, dans une lettre ouverte adressée à la veille du Conseil européen des 25 et 26 juin 2015, au cours duquel devait être présenté un rapport sur la réforme de l'Union économique et monétaire.

## Projet de la Commission européenne de 2017
La Commission européenne présente le 6 décembre 2017 une feuille de route pour approfondir l'Union économique et monétaire européenne qui propose notamment la mise en place d'un Fonds monétaire européen.
Le 4 décembre 2018, les ministres des Finances de la zone euro se sont accordés sur la création du FME pour succéder au Mécanisme européen de stabilité (MES). Leur décision est entérinée par le sommet européen des 13 et 14 décembre. Cette décision fait suite à la déclaration de Meseberg, co-signée le 19 juin 2018 par Angela Merkel et Emmanuel Macron.
Le 14 mars 2019, les députés européens donnent leur accord sur la création du Fonds monétaire européen.